# فیشراسپونر
فیشراسپونر (به انگلیسی: Fischerspooner) گروه الکتروکلش دونفره نیویورکی بود که در سال ۱۹۹۸ شکل گرفت. نام گروه ترکیبی از نام خانوادگی بنیانگذاران آن، وارن فیشر و کیسی اسپونر است.

## حرفه
فیشراسپونر در ابتدا یک گروه دوتایی بود که توسط وارن فیشر، نوازنده آموزش‌دیدهٔ کلاسیک و ویدئوهنرمند و بازیگر تئاتر تجربی، کیسی اسپونر، در نیویورک تشکیل شد. کیسی اسپونر در مورد مبدأ این گروه در مصاحبه‌ای که در آوریل سال ۲۰۰۹ داشت گفت: «ما ابتدا کارمان را به عنوان هنرمندان نمایشی و دربارهٔ سرگرمی آغاز کردیم و در نهایت تبدیل به سرگرمی عامه‌پسند شدیم».

### انحلال
در تاریخ ۳۰ اکتبر ۲۰۱۹، این گروه خبر انحلال خود را از طریق اینستاگرام اعلام کرد.

## اعضای گروه
- وارن فیشر - آهنگساز
- کیسی اسپونر - ترانه‌سرا، آوازخوان
- سام کرنی - گیتار
- ارمیا کلنسی با نام مستعار بادام زمینی - همراه با کیسی، بازیگر
- Adam Crystal - پیانو
- سیندی گرین - آواز
- لیزی یودر - آواز
- ایان پای - مدیر موسیقی، درامز
- ونسا والترز - طراح رقص، رقصنده
- استفانی دیکسون - رقصنده

## آلبوم‌شناسی
- غیرقانونی (خودعنوان، اثر هنری جلد پلی‌استیشن ۱) (۱۹۹۸)
- فیشراسپونر (۲۰۰۰) - انتشار «برای کسانی که می‌دانند»
- شماره ۱ یا بهترین آلبوم (۲۰۰۱)
- ادیسه (۲۰۰۵)
- سرگرمی (۲۰۰۹)
- آقا (۲۰۱۸)

### نماهنگ‌ها
- «ظهور» (Emerge) - نسخه اصلی (۲۰۰۱)
- «ظهور» (Emerge) - نسخه پوستی (۲۰۰۳)
- «پانزدهم» The 15th - (۲۰۰۳)
- «شیرینی» (Sweetness) (۲۰۰۳)
- «فقط بگذریم» (Just Let Go) (۲۰۰۵)
- «هرگز پیروز نشو» (Never Win) (۲۰۰۵)
- «هرگز پیروز نشو» (Never Win) - نسخه میرویس (۲۰۰۵)
- «هرآنچه هستیم» (All We Are) (ساخته شده برای یکی از پروژه‌های کوکا کولا توسط رکس و تننت) (۲۰۰۶)
- «سردرگم شو» (Get Confused) (۲۰۰۸)
- «ما الکتریسیته هستیم» (۲۰۰۹)
- «بهترین انتقام» (The Best Revenge) (2011)[۴]
- «امشب لذت ببر» (Have Fun Tonight) (۲۰۱۷)
- «همبستگی» (Togetherness) (۲۰۱۷)
- «تاپ‌برزیل» (TopBrazil) (۲۰۱۷)